# Paroruza subductata
Paroruza subductata là một loài bướm đêm trong họ Noctuidae.